# Марі Тет
Марі Тереза Тет (перс. ماری ترزا تُت, вірм. Թոթ Մարի Թերեզ; нар. 1942, Тегеран) — іранська волейболістка вірменського походження.
Учасниця Азійських ігор у Бангкоку в 1966 році, капітан жіночої збірної Ірану з волейболу, на яких команда завоювала бронзові нагороди.
Марі Тет після завершення виступів отримала ступінь магістра наук в області фізичного виховання в університеті Тегерана.

## Спортивні досягнення
На національному рівні
- Третє місце на Азійських іграх 1966 у Бангкоку (капітан команди)
- Четверте місце на Азійських іграх 1970 у Бангкоку